# Jack to Mame no Ki
João e o Pé de Feijão, originalmente lançado no Japão como Jack to Mame no Ki (ジャックと豆の木, Jakku to Mame no Ki) é um filme de anime de 1974 produzido pelos estúdios Group TAC e Nippon Herald Films e dirigido por Gisaburō Sugii. É baseado no conto de fadas homônimo sendo adaptado com um ritmo mais musical e inspirado num clima mais ocidental.

## Enredo
João é um garoto ingênuo e pobre que mora numa fazenda com sua mãe e seu cachorro Crosby. Certo dia ele consegue feijões mágicos que ao serem jogados no campo crescem até um castelo nas nuvens. Ele e Crosby sobem descobrem que todo o reino havia sido dominado por uma bruxa, Madame Hecuba e seu filho, o gigante Tulipe que transformaram todos do reino em ratos e enfeitiçaram a princesa Margaret para ela se casar com Tulipe e assim fazer de Madame Hecuba a rainha do castelo.
Os assistentes da princesa logo pedem ajuda e João e Crosby, porém o garoto se nega e decide voltar para casa levando um pouco do tesouro do castelo para casa. Crosby não fica satisfeito e sobre efeitos da lua canta uma canção que desperta João a ter que voltar ao castelo salvar a princesa. No dia seguinte em meio ao casamento ele retorna ao castelo e por meio da harpa mágica descobre que o único meio de acabar o feitiço seria beijando a princesa. Ele invade o casamento e beija Margaret fazendo-a voltar ao normal. Nisso Hecuba se enfurece e manda Tulipe acabar com João, porém em meio a perseguição Tulipe aproveita e esmaga a bruxa fazendo todo o castelo voltar ao normal.
Após isso João tenta atrair Tulipe para fora do castelo por meio do pé de feijão. Ele chega ao chão e sacrifica o pé de feijão fazendo Tulipe cair e morrer, mas destruindo sua única maneira de voltar a ver Margaret. No final João e Crosby voltam para casa mesmo assim na esperança de algum dia voltarem ao castelo.